# Gianmarco Cangiano
Gianmarco Cangiano, né le 16 novembre 2001 à Naples, est un footballeur italien qui évolue au poste d'ailier au Delfino Pescara, prêté par le Bologne FC.

## Biographie
Né à Naples, Gianmarco Cangiano commence à jouer au foot avec le club de Raguse, en Sicile,,,,.

### Carrière en club
Formé à l'AS Roma, Cangiano rejoint le Bologna à l'été 2019,.
Intégré à l'équipe première de Bologne lors de la saison 2019-2020, il fait ses débuts en Serie A le 22 juin 2020, remplaçant Nicola Sansone lors d'une défaite 2-0 contre la Juventus,.
Pour la saison 2020-21, il est prêté à Ascoli, en Serie B,,.

## Palmarès
AS Roma
- Championnat d'Italie -16 ans (it) :
  - Vice-champion : 2016-17.

- Championnat d'Italie -17 ans (it) (1) :
  - Champion : 2017-18.